# Sjulaveri
För andra betydelser, se Sjulaveri (olika betydelser).
Sjulaveri (georgiska: შულავერი), eller Sjulaver (armeniska: Շուլավեր), är ett vattendrag som rinner upp i Loriprovinsen i norra Armenien och fortsätter in i sydöstra Georgien, i regionen Nedre Kartlien, där den mynnar som högerbiflod i Chrami.